# Windows XP
O Windows XP foi uma versão do Microsoft Windows, uma série de sistemas operacionais desenvolvidos pela Microsoft para computadores pessoais, incluindo computadores residenciais e de escritório, notebooks, tablets e media centers. O nome "XP" deriva de eXPerience. O Windows XP é o sucessor de ambos os Windows 2000 e Windows ME e é o primeiro sistema operacional para consumidores produzido pela Microsoft construído em nova arquitetura e núcleo (Windows NT 5.1). O Windows XP foi lançado no dia 25 de outubro de 2001 e mais de 400 milhões de cópias estavam em uso em janeiro de 2006, de acordo com estimativas feitas naquele mês pela empresa de estatísticas IDC. Foi sucedido pelo Windows Vista 2.0 lançado para pré-fabricantes no dia 8 de Novembro de 2007 e para o público em geral em 30 de Janeiro de 2008. Suas vendas cessaram no dia 30 de Junho de 2009, porém ainda era possível adquirir novas licenças com os desenvolvedores do sistema até 31 de Janeiro de 2009 ou comprando e instalando as edições Ultimate ou Business do Windows Vista e então realizando o downgrade para o Windows XP.
As duas principais edições do sistema operacional são o Windows XP Home Edition, que é destinada a utilizadores domésticos, e o Windows XP Professional Edition, que oferece recursos adicionais, tais como o Domínio de Servidor do Windows, dois processadores físicos e é direcionada a usuários avançados e a empresas. O Windows XP Media Center Edition tem mais recursos de multimédia possuindo a capacidade de gravar e sintonizar programas de televisão, ver filmes de DVD, e ouvir música. O Windows XP Tablet PC Edition é designado a rodar aplicações com o toque de uma caneta usando a plataforma Tablet PC. Duas versões separadas de 64-bit do Windows XP foram lançadas, a Windows XP 64-bit Edition para processadores IA-64 (Itanium) e a Windows XP Professional x64 Edition para x86-64. Existe também o Windows XP Embedded, uma versão voltada para dispositivos como caixas eletrônicos, e uma edição para mercados específicos e iniciantes, o Windows XP Starter Edition.
O Windows XP é conhecido pela sua estabilidade e eficiência que melhorou ao longo das versões 9x do Microsoft Windows. Ele apresenta uma nova interface gráfica, uma mudança que o tornou mais amigável do que versões anteriores do Windows. É também a primeira versão do Windows a usar um programa de ativação na luta contra a pirataria de software, uma restrição que não foi muito bem aceita por muitos utilizadores que defendiam a privacidade. O Windows XP também foi criticado por alguns utilizadores devido a vulnerabilidades de segurança, fraca integração entre aplicativos, como o Internet Explorer 6 e Windows Media Player, e para funções de contas de utilizadores. Suas últimas versões com o Service Pack 2, o 3 e o Internet Explorer 7 resolveram alguns desses problemas.
Durante o seu desenvolvimento, o projeto tinha o nome de código "Whistler", em homenagem a cidade de Whistler no Canadá, uma vez que lá se localiza o resort Whistler Blackcomb onde alguns dos desenvolvedores se hospedaram.
Até o final de Abril de 2016, o Windows XP era o sistema operacional mais utilizado no mundo com 62.43% de participação no mercado, tendo chegado a 85% em Dezembro de 2012. Os números mostram a queda exponencial do uso do sistema operacional, acelerada pelo lançamento do Windows 7, que chegou para corrigir os problemas do Windows Vista.
Em abril de 2016, o Windows XP ficou em terceiro lugar com 10,69%, perdendo uma posição para o Windows 8.1 que ficou em segundo lugar com 10,95%, e o primeiro lugar ficou com o Windows 7 com 50,3%. Desde Dezembro de 2016, o uso do Windows XP caiu para 8% (não obstante com seu uso sendo maior, por exemplo, na China, com 26%, Índia; na Ásia em geral e na África), fazendo do Windows XP o quinto sistema operacional mais popular depois do Windows 8.1 e do OS X (apesar de que algumas estatísticas o colocam em segundo lugar depois do Windows 7).

## Edições

Famílias Windows.

As duas maiores edições do Windows XP são o Windows XP Home Edition, para usuários domésticos, e o Windows XP Professional, para empresas e utilizadores avançados. Estas versões foram colocadas à disposição em estabelecimentos que vendem softwares de computador, e foram pré-instaladas em computadores vendidos pelos maiores fabricantes de computador. Em 2008, ambas as edições continuaram sendo vendidas. A terceira edição, chamada Windows XP Media Center Edition foi lançada em 2002 e foi atualizada ano a ano até 2006 quando incorporou novos recursos de mídia, recepção televisiva e outros recursos do Media Center Estender. Ao contrário das edições Home e Professional, esta nunca foi posta à comercialização, somente através de novas licenças ou pela compra do computador com o sistema previamente instalado, chamado de "media center PCs".
Duas diferentes edições de 64-bit foram disponibilizadas, uma especialmente feita para estações de trabalho baseadas nos processadores Itanium que foi lançada em 2001 em torno do mesmo tempo que as edições Home e Professional, mas foi descontinuada em 2003, quando os fornecedores de hardware deixaram de vender máquinas de estações de trabalho da classe Itanium devido ao baixo volume de vendas. E a outra, chamada Windows XP Professional x64 Edition, suportando a extensão x86-64 da arquitetura dos Intel IA-32. x86-64 foi renomeado pela AMD como "AMD64", lançando os processadores AMD Opteron e Athlon 64, e implementado pela Intel como "Intel 64" (formalmente conhecido como IA-32e e EM64T), lançando a classe de chips Intel Pentium 4HT e posteriores.
O Windows XP Tablet PC Edition foi produzida para uma classe especial de notebooks/laptops chamada de Tablet PC. É compatível com uma caneta de tela sensível, suportando anotações e movimentações realizadas com ela.
Além disso a Microsoft lançou o Windows XP Embedded uma edição específica que engloba muitos aparelhos eletrônicos, como Set-top boxes, dispositivos médicos, consoles de video games, terminais de vendas, e componentes de Voz sobre Protocolo de Internet (VoIP). Em Julho de 2006, a Microsoft lançou o Windows Fundamentals for Legacy PCs, uma versão thin client do Windows XP Embedded que visa máquinas antigas. Ele está disponível apenas para clientes do Software Assurance. Ele é destinado a clientes corporativos que gostariam de fazer a atualização para o Windows XP para tirar partido das suas capacidades de segurança e de gestão, mas não têm dinheiro para a compra de novos equipamentos. Sem novas atualizações e o suporte com data marcada para acabar em breve o Windows XP tornará-se obsoleto, o Windows 7, moderno, lançado em 2009 apresenta o seu maior número de usuários migrando do XP sem passar pelo Windows Vista.

### Edições para mercados específicos
O Windows XP Starter Edition é uma versão de baixo custo do Windows XP avaliada para países em desenvolvimento como Tailândia, Turquia, Malásia, Indonésia, Rússia, Índia, Colômbia, Brasil, Argentina, Peru, Bolívia, Chile, México, Equador, Uruguai e Venezuela. Ele é uma versão mais enxuta do Windows XP Home cuja plataforma é baseada, só pode rodar 3 programas em 3 janelas por vez e outros recursos foram removidos ou desativados por padrão, possui o tema padrão do Windows 2000 dando um aspeto de versões antigas do Windows. O Starter Edition inclui alguns recursos especiais para mercados onde os consumidores não possuíam computador. Não encontrado na Home Edition, esta versão inclui recursos para ajudar aqueles que não falam Inglês, um wallpaper específico de cada país e, screensavers, e outras configurações padrão projetadas para facilitar a utilização típica do Windows XP. Na versão malaia, por exemplo, o plano de fundo da desktop é uma visão noturna de Kuala Lumpur e no Brasil é a imagem do Pão de Açúcar à noite.
Em Março de 2004, a Comissão Europeia multou a Microsoft em Euro 497 milhões (£ 395 milhões ou US$ 704 milhões) e ordenou à companhia que providenciasse as versões do Windows sem o Windows Media Player. A comissão concluiu que a Microsoft estava desrespeitando uma lei muito severa da União Europeia que a acusava de estar monopolizando o mercado de vendas de sistemas operacionais para grupos de trabalhos, sistemas operacionais de servidores e mídia players. Depois sucessivos apelos sem sucesso entre 2004 e 2005, a Microsoft chegou a um acordo com a Comissão aonde ela poderia lançar sua versão alterada, chamada de Windows XP Edition N. Esta versão não incluía o Windows Media Player e o Windows Movie Maker da empresa, e sim encorajava os usuários a escolher e baixar seu próprio media player. A Microsoft queria chamar essa edição de Reduced Media Edition, mas os órgãos reguladores da UE se opuseram e sugeriram o nome Edition N, com o N de "Non Media Edition" assim significando "sem o Windows Media Player" para ambas as edições Home e Professional do Windows XP. Por ser vendido ao mesmo preço da versão com o Windows Media Player incluído, Dell, Hewlett-Packard, Lenovo e Fujitsu - Siemens preferiram não estocar o produto. Entretanto a Dell ainda comercializou essa versão normal por pouco tempo. O interesse dos consumidores foi baixo, com cerca de 1,5 mil unidades comercializadas para OEMs e não havendo vendas aos consumidores.
Em Dezembro de 2005, a Comissão Coreana de Comércio Justo ordenou a Microsoft a disponibilizar edições do Windows XP e Windows Server 2003 que não contenham o Windows Media Player ou o Windows Messenger. Tal como a decisão da Comissão Europeia, esta decisão foi baseada no argumento de que a Microsoft tinha abusado da sua posição dominante no mercado a empurrar outros produtos para os consumidores. Ao contrário desta decisão, no entanto, a Microsoft também foi forçada a retirar do mercado sul-coreano as versões do Windows não alteradas.
As edições K e KN do Windows XP Home Edition e Professional Edition foram lançadas em agosto de 2006, e estão disponíveis apenas no idioma coreano. Ambas contém links de terceiros para softwares de mensagens instantâneas e media players.

### Línguas
O Windows XP está disponível em várias línguas. Em adição, add-ons que traduzem a interface do usuário também estão disponíveis para alguns idiomas.

## Recursos novos e atualizados
O Windows XP veio com uma gama de recursos muito maior do que os sistemas anteriores, incluindo:
- Sequências rápidas de iniciação e hibernação;
- A capacidade do sistema operacional desconectar um dispositivo externo sem a necessidade de reiniciar o computador;
- Uma nova interface de uso mais fácil, incluindo ferramentas para desenvolver temas de escritórios;
- Uma habilidade de alternância de contas de usuários, na qual quem está logado pode alternar em outra conta sem fechar os arquivos abertos;
- O Clear Type é um mecanismo para dar realce e sombras a um texto, é especificamente adotado para monitores de LCD;
- A funcionalidade da Assistência Remota, com a permissão de usuários se conectarem ao seu XP pela rede de internet e acessar seus arquivos e imprimi-los, executar aplicações e outros;
- Suporte para rede DSL e Wireless;
- Um novo conjunto de temas ou estilos visuais, conhecidos pelo codinome Luna.

## Interface
O Windows XP conta com uma nova interface gráfica. Seu tema padrão é chamado de Luna, que utiliza o azul como padrão.
O Menu Iniciar e o campo de Pesquisa foram redesenhados e muitos efeitos visuais foram adicionados, incluindo:
- Um retângulo azul translúcido no Explorer;
- Uma marca d'água gráfica com os ícones das pastas, indicando o tipo de informação contida naquela pasta;
- Novas camadas de efeitos para a Desktop.
- A habilidade de travar a barra de tarefas e outras barras de ferramentas para prevenir acidentais desconfigurações;
- No novo Menu Iniciar, há o recurso de fixação dos últimos e mais usados programas.

## Sistema requerido
Segue abaixo a lista do sistema requerido para se rodar o Windows XP Home Edition e Professional Edition;
| Componente                   | Minimo                                                 | Recomendado                        |
| ---------------------------- | ------------------------------------------------------ | ---------------------------------- |
| Processador                  | 233 MHz (arquitetura x86)                              | 300 MHz ou maior,                  |
| Memória                      | 64 MB de RAM (performance e outros recursos limitados) | 128 MB de RAM ou maior             |
| Adaptador de Vídeo e Monitor | Super VGA (800 x 600) ou superior.                     | Super VGA (800 x 600) ou superior. |
| Espaço livre no disco rígido | 1.5 GB ou mais.                                        | 1.5 GB ou mais.                    |
| Drives                       | CD-ROM                                                 | DVD-ROM                            |
| Controles                    | Teclado e Mouse                                        | Teclado e Mouse                    |
| Outros                       | Placa de Som, Alto-falantes                            | Placa de Som, Alto-falantes        |

### Limite de memória física
A quantidade máxima de memória RAM que o Windows XP pode suportar, depende da edição do produto, e da arquitetura do processador utilizado, como mostra a tabela seguinte.
| Edição           | Máximo suportado |
| ---------------- | ---------------- |
| Starter Edition  | 512 MB           |
| Home Edition     | 4 GB             |
| Media Center     | 4 GB             |
| Tablet PC        | 4 GB             |
| Professional     | 4 GB             |
| Professional x64 | 128 GB           |
| 64-bit (Itanium) | 128 GB           |

### Limitação do Processador
O Windows XP Professional consegue comportar mais de dois processadores físicos (sockets de CPU); já o Windows XP Home Edition, se limita a apenas um.
O Windows XP suporta um grande número de processadores lógicos. Um processador lógico consiste em: 1) Uma das duas threads (núcleos do processador que podem ser físicos ou virtuais) em um dos processadores físicos com suporte para hyper-threading presente ou habilitado; ou 2) um dos núcleos (cores) do processador físico sem suporte habilitado ao hyper-threading. As edições do Windows XP de 32-bit podem suportar até 32 processadores lógicos. Em contrapartida, as versões de 64-bit suportam até 64 processadores lógicos.

## Suporte e Service Packs
A Microsoft ocasionalmente lançou Service Packs (pacotes de serviços) para estas versões do Windows para corrigir problemas e adicionar novos recursos.

### Service Pack 1
O Service Pack 1 (SP1) do Windows XP, foi lançado em 9 de Setembro de 2002. Os recursos mais notados foram o suporte a USB 2.0 e o Definir Acesso e Padrões do Programa. Primeiramente os usuários especificavam qual browser e qual mensageiro instantâneo eles usariam, com acesso aos programas da Microsoft. O Service Pack 1a foi lançado ultimamente para remover o Microsoft Java Virtual Machine de acordo com a Sun Microsystems.
O suporte do Service Pack 1 acabou em 10 de Outubro de 2006.

### Service Pack 2
O Service Pack 2 (SP2) (de nome de código "Springboard") foi lançado no dia 6 de Agosto de 2004, após detalhes severos, com ênfase na segurança. Anteriormente como nos outros service packs, o SP2 adicionou novas funcionalidades ao Windows XP, incluindo a instalação de um firewall, suporte à rede Wi-Fi com guia de introdução, bloqueador de pop-up no Internet Explorer, e suporte ao Bluetooth. Um dos maiores recursos de segurança adicionados foi o Windows Firewall que estava ativado por padrão, proteção avançada na memória e uma tecnologia chamada de NX Bit para proteger o processador de mais ataques virtuais; Além disso foi lançada a Central de Segurança do Windows um pacote de proteção que incluía o Firewall do Windows, a conexão com as atualizações automáticas e um antivírus que deveria ser instalado a parte. Outras novidades incluídas no pacote foram o Windows Media Player 9, o DirectX 9.0c e o Windows Movie Maker 2 com uma nova interface, efeitos de vídeo e opções que foram incorporadas ao programa.
O suporte do Service Pack 2 terminou no dia 13 de Julho de 2010.

### Service Pack 3
O Microsoft Windows XP Service Pack 3 (SP3) começou a ser desenvolvido em Março de 2007. A versão final foi lançada no dia 6 de Maio de 2008.
O Service Pack 3 do Windows XP contém 113 atualizações de segurança e 958 correções. Não veio, entretanto com o Windows Internet Explorer 7 ou mesmo o Windows Media Player 11; a possibilidade de inserir a chave do produto no final da instalação, tornando assim mais ágil a instalação do Windows; a presença do NAP (Network Access Protection); detecção de “Black Hole Router” para proteger o sistema contra roteadores que estão descartando dados; um ganho de aproximadamente 10% em performance no computador, adicionado o suporte a redes wireless protegidas com passwords "WPA" e "WPA2", e o novo Módulo Criptográfico de Modo Núcleo existentes no Windows Vista.

#### Calendário de Desenvolvimento
Uma versão de teste, o Windows XP SP3 build 3205, foi disponibilizada para os beta-testers no início de outubro de 2007 e incluía quatro novos recursos entre as mais de 1000 correções individuais que foram disponibilizadas desde o lançamento do Windows XP SP2.
Entretanto a Microsoft lançou no dia 1 de Abril a versão final do SP3 disponível para quem possui qualquer versão do Windows XP no seguinte endereço: Microsoft XP SP3

### Ciclo de vida do produto
O Suporte Técnico do Windows XP Service Pack 2 acabou 4 anos após o seu lançamento. O Windows XP esteve disponível no mercado por um período de 12 a 24 meses após o lançamento do Windows Vista durante dezembro de 2008 a janeiro de 2009. Em 4 de Abril de 2011, o Windows XP entrou no período de "suporte estendido", indo até o ano de 2016. O Windows XP sem Service Pack 2 encontra-se sem suporte. No entanto, em Janeiro de 2014 a Microsoft afirmou em seu Blog que os programas Antivírus e AntiMalware da Microsoft como o Microsoft Security Essentials estarão em suporte com o Windows XP até Julho de 2015. E a Microsoft já expediu suas datas de encerramento:
- Windows XP RTM (sem Service Pack) finalizou o suporte dia 30 de Setembro de 2007;
- Windows XP Service Pack 1 terminou o suporte em 10 de Outubro de 2008;
- Windows XP Service Pack 2 terminou o suporte em 13 de Julho de 2011;
- Windows XP Service Pack 3 terminou o suporte em 8 de abril de 2014 junto com o Office 2003 SP3;
- Windows XP teve o final do seu suporte dia 8 de abril de 2014.

Apesar do fim do suporte do Windows XP, a Microsoft lançou dois patches de segurança de emergência para o sistema operacional para corrigir as principais vulnerabilidades de segurança:
- Um patch lançado em maio de 2014 para eliminar vulnerabilidades descobertas recentemente no Internet Explorer 6 a 11 em todas as versões do Windows.[32]
- Um patch de segurança de emergência em maio de 2017 para eliminar uma vulnerabilidade que estava sendo usada pelo ataque do worm de computador de resgate WannaCry.[33][34]

## Recepção
Na época de seu lançamento, o Windows XP recebeu, em geral, análises positivas. A CNET descreveu o sistema como "valeu à pena esperar", considerando a sua nova interface "demais" e mais intuitiva que as versões anteriores. Mas sentiu que pode ser "irritante" para usuários mais experientes anteriormente "acostumados" (com o design anterior). O suporte expandido de multimídia e a funcionalidade de gravação de CDs também foi notada, bem com suas ferramentas de rede mais simplificadas. Os melhoramentos relacionados a performance do XP em comparação com o Windows 2000 e o Windows ME também foram elogiadas, juntamente com um número maior de drivers para hardware já inclusos em comparação ao Windows 2000. As compatibilidades de software também foram elogiadas, apesar de que foi observado que alguns programas, particularmente os velhos softwares em MS-DOS, podem não funcionar corretamente devido a diferente arquitetura do Windows XP. Estes criticaram o sistema de ativação e licenciamento do produto, considerando ser "consideravelmente uma pedra no caminho", mas reconheceu as intenções da Microsoft para as mudanças. A PC Magazine também deu semelhante elogio, apesar de ter notado que uma série de características online foram desenvolvidas para promover os serviços da própria Microsoft, e que apesar de um boot mais rápido, a performance geral do Windows XP mostrou pouca diferença em relação ao Windows 2000.

## Vazamento do código-fonte
Em 23 de setembro de 2020, o código-fonte do Windows XP com Service Pack 1 e do Windows Server 2003 vazou no imageboard 4chan por um usuário desconhecido. Usuários anônimos conseguiram compilar o código, assim como um usuário do Twitter que postou vídeos do processo no YouTube, comprovando que o código era genuíno. Os vídeos foram posteriormente removidos por motivos relacionados a direitos autorais pela Microsoft. O vazamento estava incompleto, pois faltavam o Winlogon e alguns outros componentes. O vazamento original foi espalhado usando links magnéticos e arquivos torrent cuja carga útil incluía originalmente o código-fonte do Server 2003 e do XP e que mais tarde foi atualizada com arquivos adicionais, entre os quais estavam vazamentos anteriores de produtos da Microsoft, suas patentes, mídia de teorias da conspiração sobre Bill Gates por movimentos antivacinação e uma variedade de arquivos PDF sobre diferentes tópicos. A Microsoft divulgou um comunicado afirmando que estava investigando os vazamentos.